# Beni Bouifrour
Bni Bouifrour (en àrab بني بويفرور, Bnī Būyifrūr; en amazic ⴰⵢⵜ ⴱⵓⵢⴼⵔⵓⵔ) és una comuna rural de la província de Nador, a la regió de L'Oriental, al Marroc. Segons el cens de 2014 tenia una població total de 6.418 persones.